# Kelly Miller
Kelly Miller   (Winnsboro, 18 de juliol de 1863 - Washington DC, 29 de desembre de 1939) va ser un matemàtic, sociòleg i autor estatunidenc, un dels primers afroamericans en aconseguir un lloc acadèmic als Estats Units.

## Vida i obra
Miller, fill d'un petit terratinent negre, va tenir la sort, tot i haver nascut en un estat esclavista en plena guerra civil americana, de poder ser educat en la época de la reconstrucció. El 1880 es va traslladar a Washington DC per estudiar a la Universitat de Howard, en la qual es va graduar el 1886, mentre treballava pel Departament de Pensions dels Estats Units. Després de dos anys estudiant matemàtiques avançades a la Universitat Johns Hopkins, va retornar a Howard com a professor de matemàtiques el 1890.
A partir de 1895 va dirigir el nou departament de sociologia que s'havia creat a la universitat de Howard. També va ser degà de la facultat de ciències de 1907 a 1919. Es va jubilar el 1934.
Juntament amb W.E.B. Du Bois i Booker T. Washington, va estar compromès amb el progrés dels negres americans a través del seu desenvolupament cultural. La seva tendència moderada era fruit de la seva visió de la comunitat negra com un col·lectiu subdesenvolupat que necessitava una dura i llarga lluita per aconseguir els seus drets i la igualtat. Va ser membre del consell de la National Association for the Advancement of Colored People des de la seva fundació el 1909.
A més de ser un fecund divulgador que publicava columnes a més d'un centenar de diaris, va escriure, entre d'altres, els següents llibres:
- Race Adjustment: Essays on the Negro in America (1908)
- Out of the House of Bondage (1910)
- The Disgrace of Democracy: Open Letter to President Woodrow Wilson (1917)
- History of the World War for Human Rights (1920)
- The Everlasting Stain (1924)